# 莫里斯·拉贝里
莫里斯·拉贝里（法語：Maurice Labeyrie，1889年—？），法国男子橄榄球运动员。他曾代表法国参加1920年夏季奥林匹克运动会橄榄球比赛，获得一枚银牌。